# Убуд (район)
Район Убуд (индон. Kecamatan Ubud) — это район в округе Гианьяр индонезийской провинции Бали. Его площадь составляет 42,38 км2. Постоянное население составляет 69 361 человек по переписи 2010 года но в любой момент времени имеется большое количество временных жителей и туристов. 
Соседними районами являются: Тегаллаланг и Паянган на севере, район Тампаксиринг на северо-востоке, район Сукавати на юге, все четыре в пределах округа Гианьяр, и район Абиансемал округа Бадунг на западе. 
В составе района находятся следующие населённые пункты: Убуд, Кедеватан, Мас, Пелиатан и Саян.